# Gonçalo Fernandes Trancoso
Gonçalo Fernandes Trancoso (Trancoso (?), c.1520 – Lisboa, 1581-1584) foi perceptor ou mestre de humanidades e um dos primeiros contistas portugueses. Não se sabe o seu local de nascimento, mas em 1565 vivia em Lisboa, em S. Pedro de Alfama, perdendo a mulher dois filhos e um neto, na peste que assolou a cidade em 1569. Como o seu filho, Afonso Fernandes Trancoso, obteve de Filipe I privilégio para reeditar os livros do pai em 10 de Janeiro de 1585, é certo que já estava morto nessa data, sendo que ainda era vivo em 1581. Recentemente, num artigo da revista Fragmenta Historica, o historiador Pedro Pinto demonstrou que em 1577 a sua profissão era "vendedor de trigo", e que ainda tinha um filho vivo nesse ano (Afonso Fernandes Trancoso). Foi o autor dos Contos e Histórias de Proveito e Exemplo (1575) e de Regra Geral das Festas Mudáveis (1570). As suas obras tiveram grande sucesso na época e foram reimpressas várias vezes até ao século XVIII.

## Ligações Externas
- Gonçalo Fernandes Trancoso no Projecto Vercial
- Diccionario Bibliographico Portuguez ... applicaveis a Portugal e ao Brasil Aditamentos ao Diccionario..., Innocencio Francisco da SILVA, Impresa Nacional, 1859, p. 155
- Do Significado à Interpretação Função Discursiva do Provérbio nos Contos de Gonçalo Trancoso por Sandra Maria Cabra dos Santos